# Вук Латинович
Вукашин Латинович (англ. Vukashin Latinovich; нар. 25 серпня 2000, Кларкстон, Джорджія, США) — американський футболіст сербського походження, захисник норвезького клубу «Саннес Ульф».

## Життєпис

### Початок кар'єри
Футболом почав займатися в академії «Мілуокі Кікерс». 2014 року юний футболіст перебрався до структури сербського клубу «Бродарац». Виступав за сербський клуб у юнацьких командах протягом 4 сезонів і в 2017 році повернувся на батьківщину та приєднався до університетської команди «Мілуокі Пантерз». Протягом трьох років провів за команду 57 матчів, відзначився 11-ма забитими м'ячами. У 2019 році також виступав за північноамериканський клуб «Чикаго Юнайтед» у Лізі два ЮСЛ. Дебютував за клуб 28 травня 2019 року в матчі проти клубу «Флінт Сіті Бакс».

### «Нью-Йорк Сіті»
У січні 2021 року футболіст перейшов до американського клубу «Нью-Йорк Сіті». У квітні 2021 року підписав із клубом свій перший професійний контракт. Дебютував за клуб 2 травня 2021 року у матчі проти «Філадельфії Юніон», в якому вийшов на заміну на 91-й хвилині. Закріпитись в основній команді клубу у футболіста не вийшло, весь сезон залишався гравцем лави запасних. За підсумками сезону став переможцем чемпіонату.
Новий сезон розпочав із матчу 24 лютого 2022 року в Лізі чемпіонів КОНКАКАФ проти костариканського клубу «Сантос де Гуапілес», в якому вийшов на заміну на початку другого тайму. У березні 2022 року також вирушив виступати за другу команду клубу в MLS Next Pro. Дебютував за команду 27 березня 2022 року у матчі проти «Нью-Інгленд Революшн II». Разом із клубом дійшов до півфінальних матчів Ліги чемпіонів КОНКАКАФ, де за сумою матчів програв американському клубу «Сіетл Саундерз». Перший матч у чемпіонаті зіграв 17 квітня 2022 року проти «Реал Солт-Лейк». У вересні 2022 року став володарем Кубку Кампеонес, переміг у фіналі мексиканський клуб «Атлас», проте сам футболіст під час матчу залишився на лаві запасних. У листопаді 2022 року футболіст залишив клуб, оскільки його керівництво вирішило не продовжувати контракт.

### «ФКІ Левадія»
У січні 2023 року перейшов до естонського клубу «ФКІ Левадія», з яким уклав контракт, розрахований до кінця 2024 року. Дебютував за клуб 5 березня 2023 року у матчі проти «Вапруса», в якому вийшов на поле у стартовому складі та відігравши всі 90 хвилин. Дебютними голами за клуб відзначився 3 травня 2023 року у матчі проти «Пайде», оформив дубль. Відзначився лише одним голом. Закріпитися в основній команді естонського клубу у футболіста не вийшло і в липні 2023 року покинув клуб.

### «Іліуполіс»
У вересні 2023 року вільним агентом приєднався до грецького клубу «Іліуполіс». Дебютував за клуб футболіст 3 грудня 2023 року у матчі проти клубу «Егалео», вийшов на заміну на 91-й хвилині. Дебютним голом за клуб відзначився 28 січня 2024 року у матчі проти «Каламати».

## Кар'єра в збірній
Під час виступів за сербський клуб «Бродарац» отримав виклик у юнацьку збірну Сербії (U-18).

## Статистика виступів

### Клубна
Станом на 30 травня 2021 року
| Клуб                | Сезон             | Ліга                | Ліга  | Ліга | Нац. кубок | Нац. кубок | Конт. кубок | Конт. кубок | Загалом | Загалом |
| Клуб                | Сезон             | Дивізіон            | Матчі | Голи | Матчі      | Голи       | Матчі       | Голи        | Матчі   | Голи    |
| ------------------- | ----------------- | ------------------- | ----- | ---- | ---------- | ---------- | ----------- | ----------- | ------- | ------- |
| «Чикаго ФК Юнайтед» | 2019              | Ліга два ЮСЛ        | 9     | 0    | 0          | 0          | —           | —           | 9       | 0       |
| «Нью-Йорк Сіті»     | 2021              | Major League Soccer | 3     | 0    | 0          | 0          | 0           | 0           | 3       | 0       |
| Усього за кар'єру   | Усього за кар'єру | Усього за кар'єру   | 12    | 0    | 0          | 0          | 0           | 0           | 12      | 0       |

## Досягнення
«Нью-Йорк Сіті»
- Кубок МЛС
  -  Володар (1): 2021

- Кубок Кампеонес
  -  Володар (1): 2022